# شاخ‌درازان

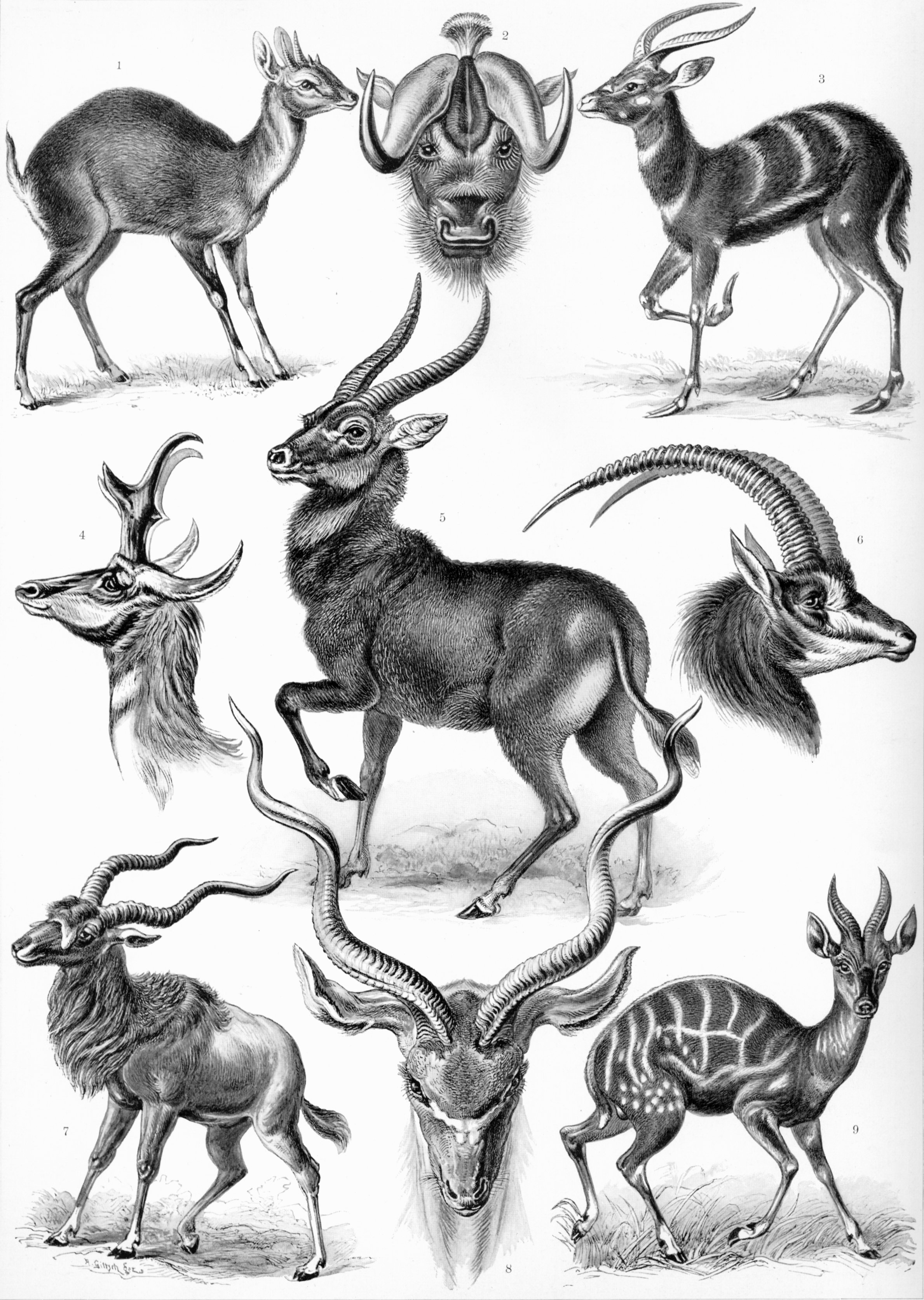
شاخ‌درازها.

شاخ‌درازان یا بُزآهوان (به انگلیسی: Antelope) یک نام کلی است برای اشاره به گروه بزرگ و مختلفی از گاوسانان آفریقا و اوراسیا. به‌طور کلی، به گاوسانانی در این مناطق که گاو، گوسفند، گاومیش، بز یا بیزون نباشند، شاخ‌دراز گفته می‌شود.
به‌طور کل ۹۱ گونه در ۳۰ سَرده (جنس) که بیشترشان بومی آفریقا هستند را جزئی از گروه شاخ‌درازان به‌شمار می‌آورند.